# Elena Cernei
Elena Cernei (1er mars 1924 — 27 novembre 2000) est une mezzo-soprano d'opéra, musicologue et professeur de chant roumaine. Au cours de sa carrière de 25 ans elle a chanté dans les plus grands opéras d'Europe et d'Amérique du Nord. En 1963, elle est nommée Artistă Emerită (Artiste émérite) de la République de Roumanie et, en 1999, docteur honoris causa de l'Université nationale de musique de Bucarest pour ses contributions au domaine de la musicologie.

## Biographie
Elena Cernei est née en 1924 à Bairamcea, près de Cetatea Albă (aujourd'hui Bilhorod-Dnistrovskyï en Ukraine). Elle étudie le chant au Conservatoire Ciprian Porumbescu de Bucarest avec Constantin Stroescu de 1951 à 1955. Au cours de cette période, elle a également chanté en tant que soliste avec l'Orchestre philharmonique George Enescu et à l'Opéra national de Bucarest. Elle a continué à chanter à l'Opéra national de 1952 à 1977 et a fait des tournées en Europe et en Amérique du Nord à partir du milieu des années 1960. En dehors de la Roumanie, elle a chanté à La Scala, au Metropolitan Opera à New York, à l'Opéra de Paris, au Théâtre Bolchoï, au Grand théâtre du Liceu à Barcelone, à La Monnaie à Bruxelles et au Palais des beaux-arts à Mexico.
Elle fait ses débuts au Metropolitan Opera le 17 mars 1965 dans le rôle de Dalila dans Samson et Dalila. Elle joue avec la troupe de 1965 à 1968 où, en plus de Dalila, elle a chanté Amneris dans Aida, Maddalena dans Rigoletto, Princess di Bouillon dans Adriana Lecouvreur et le rôle principal dans Carmen. Au cours de sa carrière, elle a également interprété Azucena dans Il trovatore, Clytemnestre dans Iphigénie en Aulide, Arsace dans Semiramide, Rosina dans Le Barbier de Séville, Ulrica dans Un ballo in maschera, Princesse Eboli dans Don Carlos, Laura et La Cieca dans La Gioconda, Cherubino dans Les Noces de Figaro, Jocaste dans Œdipe et Orfeo dans Orphée et Eurydice.
Elle s'installe à Rome avec son mari, le médecin et musicologue Stephan Poen, puis enseigne le chant et fait partie des jurys de plusieurs concours de chant en Italie et en Roumanie. Elle a également publié des articles scientifiques, L'enigma della voce umana (1987) et Et fiat lux (1999) par exemple.
Beaucoup de ses représentations en Roumanie ont été enregistrées sur LP par Electrecord. Un documentaire DVD sur sa vie et sa carrière  a été publié par TVR Media en 2005.